# بيير ميرتنز
بيير ميرتنز (9 أكتوبر 1939 - 19 يناير 2025)، هو كاتب وصحفي ومحامي بلجيكي، ولد في 9 أكتوبر 1939 في بروكسل في بلجيكا.

## وصلات خارجية
- بيير ميرتنز على موقع الموسوعة البريطانية (الإنجليزية)
- بيير ميرتنز على موقع ديسكوغز (الإنجليزية)